# Costituzione ungherese del 1949
La Costituzione ungherese del 1949 era la legge fondamentale della Repubblica Popolare d'Ungheria, adottata ufficialmente il 18 agosto 1949 dopo la fine della Seconda Repubblica Ungherese e rimasta in vigore fino alla fine del regime comunista nel 1989. Essa si ispirava alla Costituzione sovietica del 1936. Fu modificata numerose volte, nel 1950, nel 1953, nel 1972, nel 1975 e nel 1984, a causa di un necessario adeguamento ai cambiamenti economici, politici e sociali.
In base a questa costituzione, l'Ungheria era una Repubblica Popolare (Magyar Népköztársaság) di operai e contadini. L'Assemblea nazionale, supremo organo unicamerale dello Stato, comprendeva 349 deputati, eletti per un quadriennio dai cittadini che avessero compiuto diciotto anni.
L'Assemblea eleggeva il Consiglio di presidenza (il cui presidente era il capo dello Stato) della Repubblica Popolare Ungherese, composto da 21 membri, che esercitava le funzioni del Parlamento negli intervalli fra le sessioni. Il presidente del Consiglio era eletto dall'Assemblea nazionale su proposta del Fronte patriottico popolare, l'organizzazione che raccoglieva il partito dei lavoratori socialisti e i sindacati. L'Assemblea nazionale e il Consiglio di presidenza assumevano la direzione dei Consigli locali (che non avevano nessuna autonomia), eletti da ciascuna circoscrizione elettorale per quattro anni.